# Lago de Madine
El Lago de Madine (en francés Lac de Madine) es un lago artificial situado en la región de Gran Este, en Francia. Se encuentra entre los departamentos del Mosa y, en menor medida, Meurthe y Mosela, en el curso del río Madine, que es un subafluente del Mosela. Si bien es el primer lago de Lorena en términos de superficie, es el segundo después del lago de Pierre-Percée en términos de volumen de agua.

## Características
Incluido en el Parque Natural Regional de Lorena, el lago de Madine forma parte de la llanura de Woëvre, una entidad biogeográfica caracterizada por capas de arcilla que pueden alcanzar una profundidad de 100 metros. Esta llanura pantanosa y boscosa se fue secando gradualmente por la creación de canales y estanques de peces que fueron creados entre los siglos xii y xvi por monjes de la zona.
Inaugurado en 1971, el lago tiene una triple vocación de reserva de agua potable para el área metropolitana vecina de Metz, reserva nacional de caza y vida silvestre, y área de ocio (playas y puerto deportivo) que tiene la particularidad de que está reservado para veleros y prohibido para embarcaciones de motor.
Las infraestructuras de ocio se establecieron entre 1977 y 1979 y se reorganizaron en 2014.
El lago está protegido por el Conservatoire du littoral desde 1985. Además, con una superficie de más de 1000 ha, entra en el ámbito de aplicación de la ley de costas de 1986.